# 維諾納州立大學
維諾納州立大學（Winona State University），位於美國明尼蘇達州東南部的大學小城維諾納、密西西比河河畔，是美國第五大大學系統明尼蘇達州立大學系統（Minnesota State System）中最早的大學成員，創建於1858年。
維諾納州立大學是美國較少的对本科國際學生大面積授予奬學金的大學：總統榮譽獎和文化交流獎。在2019年度的《美國新聞與世界報導》周刊的大學排名中，維諾納州立大學位列明尼蘇達州公立大學第二。从1997起，連續20年被Institutional Research & Evaluation 评为学费最合理, 质量最好的100所大学之一（America"s 100 Best College Buys），連續8年被普林斯頓評論（Princeton Review）評為美國中西部最佳大學之一，還被Milwaukee雜誌評為全美最好的25所地區性大學之一，被Smart Parents Guide to College一書列為最可選擇的大學。 
全球著名的IBM公司，Mayo醫院等與其結為長期夥伴關係。學校擁有極強的教學科研力量，擁有最新的電腦系統，是全美第一所“手提電腦”大學， 每位新生入學時都會領到一台全新的手提電腦。社區生活環境極其安全， 被Daily Beast評為全美最安全的50所大學校園之一。大學位於明尼蘇達双子城東南2小時， 離美國中西部大城芝加哥約4小時車程。

## 歴史

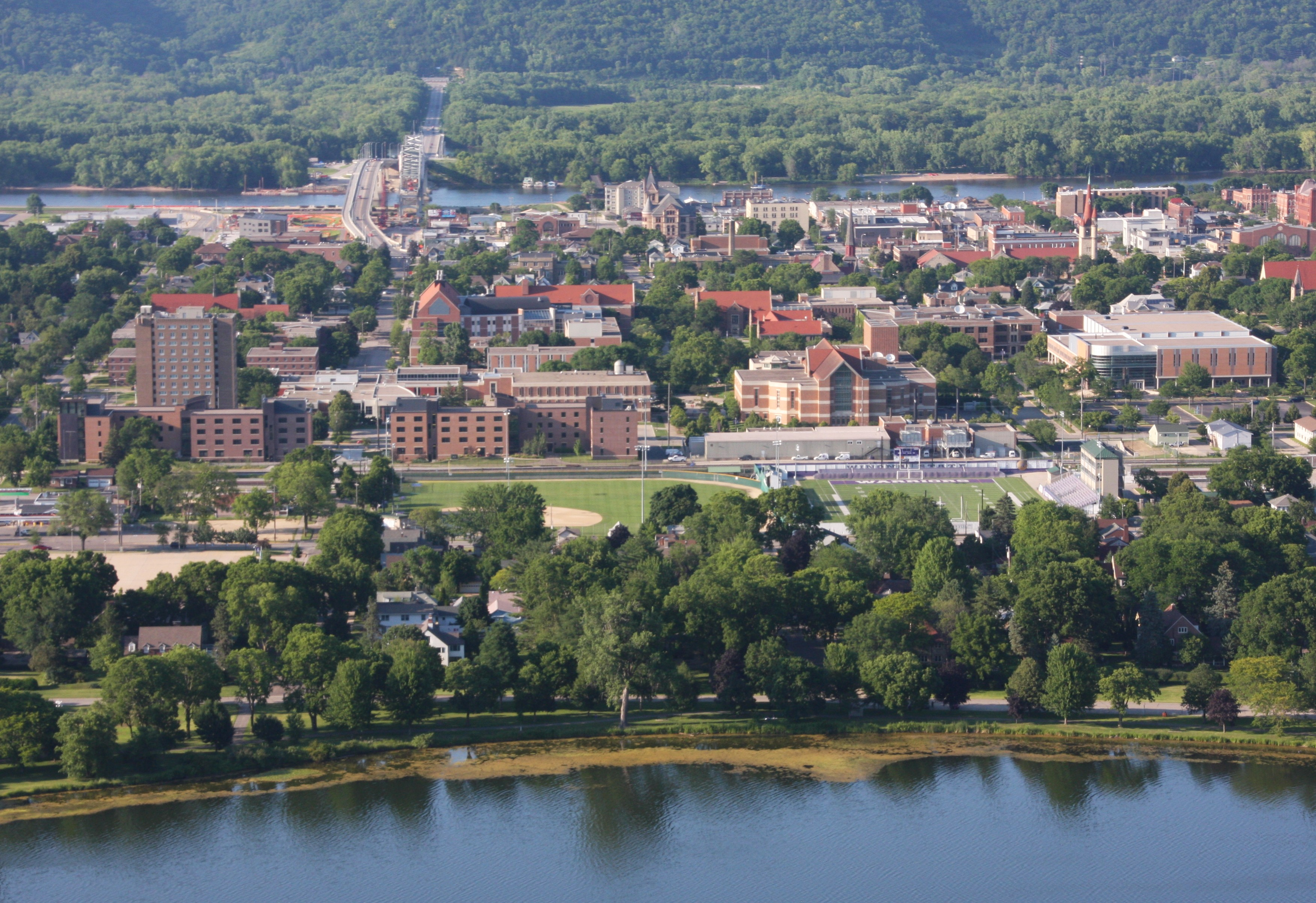
大学主校区

該校最初為培養師資而建的師範學校，經過一個半世紀的發展，如今已經成為一個多學科的綜合類的公立大學。學校有文理、商、教育、工學，和生命護理等學院，提供從專科、本科、碩士到博士的學位教育。

### 名称変更
- 維諾納州立師範學校（Winona State Normal School，1858年）
- 維諾納州立教育學院（Winona State Teachers' College，1870年）
- 維諾納州立學院（Winona State College，1930年代）
- 維諾納州立大學（Winona State University，1976年）

## 著名畢業生
- 米契兒·巴賀蔓：美國眾議院議員， 2012年共和黨總統參選人

## 外部連結
- Winona State University（英文版） （页面存档备份，存于）
- 維諾納市網站（英文版）